# Membri della Lok Sabha della I legislatura
Elenco dei membri della I Lok Sabha ordinati per stato o territorio. La I Lok Sabha fu in vigore dal 17 aprile 1952 al 4 aprile 1957. La grafia dei nomi dei deputati eletti è quella presente nel rapporto statistico della commissione elettorale dell'India; per i deputati nominati la grafia è quella riportata dalla nuova versione del sito della Lok Sabha. Le abbreviazioni SC e ST messe fra parentesi indicano seggi riservati rispettivamente alle caste inferiori (Scheduled Castes) e alle popolazioni tribali (Scheduled Tribes).

## Ufficio di Presidenza
| Nome                       | Carica         | Durata                                                                      |
| -------------------------- | -------------- | --------------------------------------------------------------------------- |
| Ganesh Vasudev Mavalankar  | Presidente     | Dal 15 maggio 1952 al 27 febbraio 1956                                      |
| M. Ananthasayanam Ayyangar | Presidente     | Dall'8 marzo 1956 al 10 maggio 1957 e dall'11 maggio 1957 al 16 aprile 1962 |
| M. Ananthasayanam Ayyangar | Vicepresidente | Dal 30 maggio 1952 al 7 marzo 1956                                          |
| Hukam Singh                | Vicepresidente | Dal 20 marzo 1956 al 4 aprile 1957 e dal 17 maggio 1957 al 31 marzo 1962    |
| M. N. Kaul                 | Segretario     | Dal 27 luglio 1947 al 1º settembre 1964                                     |

## Ajmer
| Nome             | Partito | Circoscrizione elettorale |
| ---------------- | ------- | ------------------------- |
| Mukat Behari Lal | INC     | Ajmer Sud                 |
| Jawala Prashad   | INC     | Ajmer Nord                |

## Andamane e Nicobare
| Nome            | Partito  | Circoscrizione elettorale |
| --------------- | -------- | ------------------------- |
| John Richardson | Nominato | Isole Andamane e Nicobare |

## Assam
| Nome                      | Partito | Circoscrizione elettorale     |
| ------------------------- | ------- | ----------------------------- |
| Jonab Amjad Ali           | SP      | Goalpara Garo Hills           |
| Dev Kanta Barooah         | INC     | Nowgong                       |
| Surendranath Buragohain   | INC     | Sibsagar North Lakhimpur      |
| Sitanath Brahma Chowdhury | INC     | Goalpara Garo Hills (ST)      |
| Rohini Kumar Chaudhury    | INC     | Gauhati                       |
| Beliram Das               | INC     | Barpeta                       |
| Suresh Chandra Deb        | INC     | Cachar Lushal Hills           |
| Chowkhamoon Gohain        | INC     | Assam Tribal Areas (nominato) |
| Jogendra Nath Hazarika    | INC     | Dibrugarh                     |
| Bonily Khongmen           | INC     | Autonomous Districts (ST)     |
| Nibaran Chandra Laskar    | INC     | Cachar Lushal Hills (SC)      |
| Debeswar Sarma            | INC     | Golaghat Jorhat               |
| Kamakhya Prasad Tripathi  | INC     | Darrang                       |

## Bengala Occidentale
| Nome                       | Partito             | Circoscrizione elettorale |
| -------------------------- | ------------------- | ------------------------- |
| Jonab Abdus Sattar         | INC                 | Kalna Katwa               |
| Bandopadhyaya Durga Charan | BJS                 | Midnapore Jhargram        |
| Upendra Nath Barman        | INC                 | North Bengal              |
| Amiya Kantu Basu           | INC                 | North Bengal              |
| Basu Kamal                 | CPI                 | Diamond Harbour           |
| Chakravartty Renu          | CPI                 | Basirhat                  |
| Anil Kumar Chanda          | INC                 | Birbhum                   |
| Tusar Kanti Chattopadhyaya | CPI                 | Serampore                 |
| N. C. Chatterjee           | HM                  | Hooghly                   |
| Susil Ranjan Chattopadhyay | INC                 | West Dinajpur             |
| Tridib Chaudhuri           | RSP                 | Behrampore                |
| Chowdhury Nikunja Behari   | CPI                 | Ghatal                    |
| Basanta Kumar Dass         | INC                 | Contai                    |
| Kamal Krishna Das          | INC                 | Birbhum (SC)              |
| Mono Mohan Das             | INC                 | Burdwan (SC)              |
| Das Ramananda              | INC                 | Barrackpore               |
| Ashim Krishna Dutt         | INC                 | Calcutta South West       |
| Santosh Kumar Dutta        | INC                 | Howrah                    |
| Surendra Mohan Ghose       | INC                 | Malda                     |
| Atulla Ghose               | INC                 | Burdwan                   |
| Arun Chandra Guha          | INC                 | Santipur                  |
| Syama Prosad Mookerjee     | BJS                 | Calcutta South East       |
| Tudu Bharat Lal            | INC                 | Midnapore Jhargram (ST)   |
| Birendra Nath Katham       | INC                 | North Bengal (ST)         |
| Roy Patiram                | INC                 | Bashirhat                 |
| Jagannath Koley            | INC                 | Bankura                   |
| Pashupati Mandal           | INC                 | Bankura (SC)              |
| Muhammed Khuda Bukhsh      | INC                 | Murshidabad               |
| Hirendra Nath Mukherjee    | CPI                 | Calcutta North East       |
| Naskar Purnendu Sekhar     | INC                 | Diamond Harbour (SC)      |
| Lakshmi Kanta Maitra       | INC                 | Nabadwip                  |
| Satyaban Roy               | INC                 | Uluberia                  |
| Meghnath Shah\| RSP        | Calcutta North West |                           |
| Satish Chandra Samanta     | INC                 | Tamluk                    |

## Bhopal
| Nome                | Partito | Circoscrizione elettorale |
| ------------------- | ------- | ------------------------- |
| Chatrunarain Malvia | INC     | Raisen                    |
| Saeed Ullah Razmi   | INC     | Sehore                    |

## Bihar
| Nome                           | Partito      | Circoscrizione elettorale              |
| ------------------------------ | ------------ | -------------------------------------- |
| Bhagat Jha Azad                | INC          | Purnea cum Santhal Parganas            |
| Balram Bhagat                  | INC          | Patna cum Shahabad                     |
| Prabhat Chandra Bose           | INC          | Manbhum North                          |
| Brajeshwar Prasad              | INC          | Gaya East                              |
| Nayan Tara Das                 | INC          | Monghyr Sadar cum Jamui (SC)           |
| Ramdhari Das                   | INC          | Gaya East (SC)                         |
| Shri Narayan Das               | INC          | Darbhanga Central                      |
| Kanu Ram Deogam                | JKP          | Chailbassa (ST)                        |
| Dig Vijoy Narayan Singh        | INC          | Muzaffarpur North East                 |
| Jughar Soren Paul              | JKP          | Purnea cum Santhal Parganas (ST)       |
| Mohan Hari                     | INC          | Manbhum North (SC)                     |
| Lal Hembrom                    | INC          | Santhal Parganas cum Hazaribagh (ST)   |
| Abdul Ibrahim                  | INC          | Ranchi North East                      |
| Jagjiwan Ram                   | INC          | Shahabad South (SC)                    |
| Jaipal Singh                   | JKP          | Ranchi West (ST)                       |
| Ram Raj Jajware                | INC          | Santhal Parganas cum Hazaribagh        |
| Jithan Kherwar                 | INC          | Palamau cum Hazaribagh cum Ranchi (ST) |
| Banarshi Prasad Jhunjhunwala   | INC          | Bhagalpur Central                      |
| Kamal Singh                    | Indipendente | Shahabad North West                    |
| Anup Lal Mehata                | INC          | Bhagalpur cum Purnea                   |
| Bhajahari Mahaton              | MLSS         | Manbhum South cum Dhalbhum             |
| Mahendra Nath Singh            | INC          | Saran Central                          |
| Chaitan Manjhi                 | MLSS         | Manbhum South cum Dhalbhum (ST)        |
| Bibhuti Missir                 | INC          | Saran cum Champaran                    |
| Lalit Narayan Misra            | INC          | Darbhanga cum Bhagalpur                |
| Mathura Prasad Misra           | INC          | Monghyr North West                     |
| Shyam Nandan Prasad            | INC          | Darbhanga North                        |
| Suresh Chandra Mishra          | SP           | Monghyr North East                     |
| Bigeshwar Missir               | SP           | Gaya North                             |
| Mohammad Islamuddin            | INC          | Purnea North East                      |
| Kirai Mushahar                 | SP           | Bhagalpur cum Purnea (SC)              |
| Rajeshwar Patel                | INC          | Muzaffarpur cum Darbhanga              |
| Ram Narayan Singh              | CNSPJP       | Hazaribagh West                        |
| Ram Subhag Singh               | INC          | Shahabad South                         |
| Bhola Raut                     | INC          | Saran cum Champaran (SC)               |
| Shyam Nandan Sahay             | INC          | Muzaffarpur Central                    |
| Rameshwar Sahu                 | INC          | Muzaffarpur cum Darbhanga (SC)         |
| Phani Gopal Sen Gupta          | INC          | Purnea Central                         |
| Susama Sen                     | INC          | Bhagalpur South                        |
| Aniruydh Sinha                 | INC          | Darbhanga East                         |
| Awadeshwar Prasad Sinha        | INC          | Muzaffarpur East                       |
| Banarsi Prasad Sinha           | INC          | Monghyr Sadar cum Jamui                |
| Gajendra Prasad Sinha          | INC          | Palamau cum Hazaribagh cum Ranchi      |
| Jhulan Sinha                   | INC          | Saran North                            |
| Chandeswar Narain Prasad Sinha | INC          | Muzaffarpur North West                 |
| Kailash Pati Sinha             | INC          | Patna Central                          |
| Nageshwar Prasad Sinha         | INC          | Hazaribagh East                        |
| Sarangdhar Singh               | INC          | Pataliputra                            |
| Satya Narayan Sinha            | INC          | Samastipur East                        |
| Satya Narain Singh             | INC          | Saran East                             |
| Satyandra Narain Singh         | INC          | Gaya West                              |
| Tarkeshwari Devi               | INC          | Patna East                             |
| Syed Mahmood                   | INC          | Champaran East                         |
| Dwarka Nath Tiwari             | INC          | Saran South                            |
| Bipin Bihari Verma             | INC          | Champaran North                        |

## Bilaspur
| Nome        | Partito      | Circoscrizione elettorale |
| ----------- | ------------ | ------------------------- |
| Anand Chand | Indipendente | Bilaspur                  |

## Bombay
| Nome                             | Partito      | Circoscrizione elettorale         |
| -------------------------------- | ------------ | --------------------------------- |
| Ganesh Sadashiv Altekar          | INC          | North Satara                      |
| Joachim Piedade Alva             | INC          | Kanara                            |
| Indhubhai Bhailalbhai Amin       | Indipendente | Baroda West                       |
| Shaligram Ramchandra Bharatiya   | INC          | West Khandesh                     |
| Chandrashankar Manishankar Bhatt | INC          | Broach                            |
| Jagannathrao Krishnarao Bhosale  | INC          | Ratnagiri North                   |
| Ramappa Balappa Bidari           | INC          | Bijapur South                     |
| Uttamchand Ramchand Bogavat      | INC          | Ahmednagar South                  |
| Akbar Dalumiyan Chavda           | INC          | Banaskantha                       |
| Fulsinhjee Bharatsinhji Dabhi    | INC          | Kaira North                       |
| Balwant Nagesh Datar             | INC          | Belgaum North                     |
| Kanhaiyalal Nanabhai Desai       | INC          | Surat                             |
| Chintaman Dwarkanath Deshmukh    | INC          | Kolaba                            |
| Govind Hari Deshpande            | INC          | Nasik Central                     |
| Rajaram Girdharlal Dube          | INC          | Bijapur North                     |
| Narhar Vishnu Gadgil             | INC          | Poona Central                     |
| Vithal Balkrishna Gandhi         | INC          | Bombay City - North               |
| Maneklal Maganlal Gandhi         | INC          | Panch Mahals cum Baroda East      |
| Govind Dharmaji Vartak           | INC          | Thana                             |
| Moreshwar Dinkar Joshi           | INC          | Ratnagiri South                   |
| Narayan Sadoba Kajrolkar         | INC          | Bombay City North (SC)            |
| Dattatraya Parsuramrao Karmaka   | INC          | Dharwar North                     |
| Balasaheb Hasanmantrao Khardekar | Indipendente | Kolhapur cum Satara               |
| Ganesh Vasudeo Mavlankar         | INC          | Ahmedabad                         |
| Indira Anant Maydeo              | INC          | Poona South                       |
| Ratnappa Bharamappa Kumbhar      | INC          | Kolhapur cum Satara (SC)          |
| Shankar Shantaram More           | PWPI         | Sholapur                          |
| Anant Savalaram Nandkar          | INC          | Thana (ST)                        |
| Gulzarilal Bulaqiram Nanda       | INC          | Sabarkantha                       |
| Jayantrao Ganpat Natwadkar       | INC          | West Khandesh (ST)                |
| Timmappa Rudrappa Neswi          | INC          | Dharwar South                     |
| Shantilal Girdharlal Parekh      | INC          | Mehsana East                      |
| Rupajee Bhavji Parmar            | INC          | Panch Mahals cum Baroda East (ST) |
| Hari Vinayak Pataskar            | INC          | Jalgaon                           |
| Bahadurbhai Kunthabhai Patel     | INC          | Surat (ST)                        |
| Maniben Vallabhbhai Patel        | INC          | Kaira South                       |
| Pandharinath Ranchandra Kanavade | INC          | Ahmednagar North                  |
| Sadashiv Kanoji Patil            | INC          | Bombay City South                 |
| Shankargouda Virangouda Patil    | INC          | Belgaum South                     |
| Vyankatrao Pirajirao Pawar       | INC          | South Satara                      |
| Jayashri Naishadh Raiji          | INC          | Bombay Suburban                   |
| Pandurang Nathuji Rajbhoi        | SCF          | Sholapur (SC)                     |
| Shivram Rango Rane               | INC          | Bhusaval                          |
| Tulshidas Kilachand              | Indipendente | Mehsana West                      |
| Muldas Bhudardas Vaishya         | INC          | Ahmedabad (SC)                    |

## Comunità Anglo-indiana
| Nome            | Partito  | Circoscrizione elettorale |
| --------------- | -------- | ------------------------- |
| Frank Anthony   | Nominato | Nominato                  |
| A. E. T. Barrow | Nominato | Nominato                  |

## Coorg
| Nome       | Partito | Circoscrizione elettorale |
| ---------- | ------- | ------------------------- |
| N. Somanna | INC     | Coorg                     |

## Delhi
| Nome              | Partito | Circoscrizione elettorale |
| ----------------- | ------- | ------------------------- |
| Sucheta Kripalani | KMPP    | New Delhi                 |
| Krishnan Nair     | INC     | Outer Delhi               |
| Naval Prabhakar   | INC     | Outer Delhi (SC)          |
| Radha Raman       | INC     | Delhi City                |

## Himachal Pradesh
| Nome        | Partito | Circoscrizione elettorale |
| ----------- | ------- | ------------------------- |
| Amrit Kaur  | INC     | Mandi - Mahasu            |
| Gopi Ram    | INC     | Mandi - Mahasu (SC)       |
| A. R. Sewal | INC     | Chamba-Sirmoor            |

## Hyderabad
| Nome                           | Partito      | Circoscrizione elettorale |
| ------------------------------ | ------------ | ------------------------- |
| Sukam Atchalu                  | PDF          | Nalgonda (SC)             |
| Ahmed Mohiuddin                | INC          | Hyderabad City            |
| Shoukatulla Shah Ansari        | INC          | Bidar                     |
| Diwan Raghevendra Srinivas Rao | INC          | Osmanabad                 |
| Ebenezer S. A.                 | INC          | Vikarabad                 |
| Harish Chandra Heda            | INC          | Nizamabad                 |
| Jaisoorya                      | PDF          | Medak                     |
| Krishna Charya Joshi           | INC          | Yadgir                    |
| Deo Rao Namdeo Rao             | INC          | Nanded (SC)               |
| Sadat Ali Khan                 | INC          | Ibrahimpatnam             |
| M. R. Krishnan                 | SCF          | Karimnagar (SC)           |
| Ramchander Govind Paranjppe    | PDF          | Bhir                      |
| Puli Ramaswamy                 | INC          | Mahbubnagar (SC)          |
| Pendyal Raghava Rao            | PDF          | Warangal                  |
| T. B. Vittala Rao              | PDF          | Khammam                   |
| C. Madhav Reddy                | Socialista   | Adilabad                  |
| Badan Yella Reddy              | PDF          | Karimnagar                |
| Janardhan Reddy                | INC          | Mahbubnagar               |
| Ravi Narayan Reddy             | PDF          | Nalgonda                  |
| Shiv Murthy Swamy              | Indipendente | Kushtagi                  |
| Sureshchandra Shivprasad Arya  | INC          | Aurangabad                |
| Shanker Rao Srinivas Rao       | INC          | Nanded                    |
| Swamy Ramanand Tirth           | INC          | Gulberga                  |
| Hanmanth Rao Ganeshrao         | INC          | Ambad                     |
| Narayan Rao Waghmare           | PWP          | Parbhani                  |

## Jammu e Kashmir
| Nome                         | Partito | Circoscrizione elettorale |
| ---------------------------- | ------- | ------------------------- |
| Lakshman Singh Charak        |         | Nominato                  |
| Muhammad Shaffee Chaudhri    |         | Nominato                  |
| Sheo Narayan Fotedar         |         | Nominato                  |
| Khan Ghulam Qader Bhat       | AJKNC   | Nominato                  |
| Maulana Mohammad Saed Masudi |         | Nominato                  |
| Sofi Mohammad Akbar          | AJKNC   | Nominato                  |

## Kutch
| Nome                           | Partito | Circoscrizione elettorale |
| ------------------------------ | ------- | ------------------------- |
| Gulabshanker Amrutlal Dholakia | INC     | Kutch East                |
| Bhawanji Arjun Khimji          | INC     | Kutch West                |

## Madhya Bharat
| Nome                        | Partito | Circoscrizione elettorale |
| --------------------------- | ------- | ------------------------- |
| Amar Singh                  | INC     | Jhabua (ST)               |
| Vishnu Ghanashyam Deshpande | HM      | Guna                      |
| Liladhar Joshi              | INC     | Shajapur Rajgarh          |
| Nandlal Surya Narayan       | INC     | Indore                    |
| Kailash Nath Katju          | INC     | Mandsaur                  |
| Narayan Bhaskar Khare       | HM      | Gwalior                   |
| Bajinath Mahodaya           | INC     | Nimar                     |
| Bhagu Nandu                 | INC     | Shajapur Rajgarh          |
| Radha Charan                | INC     | Morena Bhind              |
| Suraj Prasad                | INC     | Morena Bhind (SC)         |
| Radhelal Vyas               | INC     | Ujjain                    |

## Madhya Pradesh
| Nome                                 | Partito      | Circoscrizione elettorale  |
| ------------------------------------ | ------------ | -------------------------- |
| Mulla Taherali Abdullabhai           | INC          | Chanda                     |
| Babunath Singh                       | INC          | Surguja Raigarh (SC)       |
| Sheodas Daga                         | INC          | Mahasamund                 |
| Sahadeo Arjun Bharati                | INC          | Yeotmal                    |
| Laxman Sharwan Bhatkar               | INC          | Buldana Akola              |
| Tularam Chandrabhan Sakhare          | INC          | Bhandara (SC)              |
| Bhikulal Lakhmichand Chandak         | INC          | Betul                      |
| Chandikeshwar Sharan Singh Ju Deo    | Indipendente | Surguja Raigarh            |
| Krushnarao Gulabrao Deshmukh         | INC          | Amravati West              |
| Panjabrao Shamrao Deshmukh           | INC          | Amravati East              |
| C. D. Goutam                         | INC          | Balaghat                   |
| Govind Das Maheshwari                | INC          | Mandla Jabalpur South      |
| Reshamlal                            | INC          | Bilaspur (SC)              |
| Anusayabai Purushottam Kale          | INC          | Nagpur                     |
| Syed Ahmad                           | INC          | Hoshangabad                |
| Gopalrao Bajirao Khedkar             | INC          | Buldana Akola              |
| Wasudeo Shridhar Kirolikar           | INC          | Durg                       |
| Muchaki Kosa                         | Indipendente | Bastar (ST)                |
| Chaturbhuj Vithaldas Jasani          | INC          | Bhandara                   |
| Agamdas                              | INC          | Bilaspur Durg Raipur (SC)  |
| Bhupendranath Mishra                 | INC          | Bilaspur Durg Raipur       |
| Sushil Kumar                         | INC          | Jabalpur North             |
| Sardar Amarsingh Saigal              | INC          | Bilaspur                   |
| Raichand Bhai Shah                   | INC          | Chhindwara                 |
| Shrimannarayan Dharamnarayan Agarwal | INC          | Wardha                     |
| Bhagwati Charan Shukla               | INC          | Durg Bastar                |
| Khubchand Daryao Singh Sodhia        | INC          | Sagar                      |
| Babulal Surajbhan Tiwari             | INC          | Nimar                      |
| Mangroo                              | INC          | Mandla Jabalpur South (ST) |

## Madras
| Nome                           | Partito      | Circoscrizione elettorale |
| ------------------------------ | ------------ | ------------------------- |
| M. Ananthasayanam Ayyanagar    | INC          | Tirupati                  |
| Sanka Butehikottaiah           | CPI          | Masulipatam               |
| Harindranath Chatopadhyya      | Indipendente | Vijaywada                 |
| Chapalamadugu Ramiah Chowdry   | Indipendente | Narasaraopet              |
| H. Sitharama Reddy             | PSP          | Kurnool                   |
| V. V. Giri                     | INC          | Pathapatnam               |
| Paidi Lakshmayya               | INC          | Anantapur                 |
| Lanka Sundaram                 | Indipendente | Vishakhapatnam            |
| Gam Malludora                  | Indipendente | Visakhapatnam (ST)        |
| B. S. Murthy                   | KMPP         | Eluru                     |
| Nalla Reddi Naidu              | Socialista   | Rajamundry                |
| Mangalagiri Nanadass           | Indipendente | Ongole (SC)               |
| S. V. Laxmi Narasimham         | Indipendente | Guntur                    |
| K. S. Raghavachari             | KMPP         | Penukonda                 |
| Pisupati Venkataraghaviah      | Indipendente | Ongole                    |
| Kotha Raghuramiah              | INC          | Tenali                    |
| N. Rama Seshiah                | Indipendente | Parvathipuram             |
| Boddapalli Rajagopala Rao      | Indipendente | Srikakulam                |
| Kadyala Gopala Rao             | CPI          | Gudiwada                  |
| Kaneti Mohana Rao              | CPI          | Rajahmundry (SC)          |
| Kondru Subha Rao               | CPI          | Eluru (SC)                |
| Seshagiri Rao                  | Indipendente | Nandyal                   |
| Chelikani Venkata Rama Rao     | CPI          | Kakinada                  |
| Bezwada Ramachandra Reddy      | Indipendente | Nellore                   |
| Eswara Reddi Yeddula           | CPI          | Cuddapah                  |
| T. N. Vishwanatha Reddi        | INC          | Chittor                   |
| M. V. Gangadara Siva           | INC          | Chittoor (SC)             |
| Kandala Subramaniam            | Socialista   | Vizianagaram              |
| O. V. Alagesan                 | INC          | Chingleput                |
| Balakrishnan                   | INC          | Erode (SC)                |
| S. Balasubramaniam             | INC          | Madurai                   |
| Eacheran Iyyani                | INC          | Ponnani (SC)              |
| L. Elayaperumal                | INC          | Cuddalore (SC)            |
| V. Boorarangaswami Pandayachi  | TNTP         | Perambalur                |
| Margatham Chandrasekar         | INC          | Tiruvallur (SC)           |
| N. Satyanathan                 | Indipendente | Dharmapuri                |
| T. S. Avinashilingam Chettiar  | INC          | Tiruppur                  |
| V. VR. N. AR. Nagappa Chettiar | INC          | Ramanathapuram            |
| Damodaram                      | INC          | Pollachi                  |
| Nettur Damodaran               | KMPP         | Tellicherry               |
| A. K. Gopalan                  | CPI          | Cannanore                 |
| Periasami Gounder              | INC          | Erode                     |
| K. Sakthivadivel Gounder       | INC          | Periyakulam               |
| A. Jayaraman                   | TNTP         | Tindivanam (SC)           |
| Govindaswamy Kachirayar        | TNTP         | Cuddalore                 |
| P. M. Kakkan                   | INC          | Madurai (SC)              |
| S. K. Baby                     | Indipendente | Tiruchengode              |
| Koyhapali Kelappan             | KMPP         | Ponnani                   |
| T. T. Krishnamachari           | INC          | Madras                    |
| A. Krishnaswami                | CWP          | Kancheepuram              |
| T. A. Ramalinga Chettiar       | INC          | Coimbatore                |
| U. Srinivasa Mallyya           | INC          | South Kanara North        |
| Edward Mathuram                | Indipendente | Tiruchirapalli            |
| Achuthan Damodaran Menon       | KMPP         | Kozhikode                 |
| C. Ramaswamy Mudaliar          | INC          | Kumbakonam                |
| Muthukrishnan                  | INC          | Vellore (SC)              |
| K. Ananda Nambiar              | CPI          | Mayuram                   |
| C. R. Narasimhan               | INC          | Krishnagiri               |
| K. Kamaraj Nadar               | INC          | Srivilliputhur            |
| P. Natesan                     | INC          | Tiruvellore               |
| Thanu Pillai                   | INC          | Tirunelveli               |
| B. Pocker                      | ML           | Malappuram                |
| U. Muthuramalinga Thevar       | FB           | Aruppukkottai             |
| S. V. Ramaswami                | INC          | Salem                     |
| Ramachander                    | CWP          | Vellore                   |
| B. Shiva Rao                   | INC          | South Kanara South        |
| M. Sankarapandian              | INC          | Sankaranayinarkovil       |
| Tekur Subramanyam              | INC          | Bellary                   |
| Ammu Swaminathan               | INC          | Dindigul                  |
| Munisami                       | CWL          | Wandiwash                 |
| V. Muniswami                   | TNTP         | Tindivanam                |
| A. V. Thomas                   | INC          | Srivaikuntam              |
| K. M. Vallatharsu              | KMPP         | Pudukkottai               |
| V. Veeraswami                  | Indipendente | Mayuram (SC)              |
| R. Venkataraman                | INC          | Tanjore                   |

## Manipur
| Nome           | Partito    | Circoscrizione elettorale |
| -------------- | ---------- | ------------------------- |
| Jogeswor Singh | INC        | Inner Manipur             |
| Rishang        | Socialista | Outer Manipur (ST)        |

## Mysore
| Nome                | Partito | Circoscrizione elettorale |
| ------------------- | ------- | ------------------------- |
| C. R. Basappa       | INC     | Tumkur                    |
| K. G. Wodeyar       | INC     | Shimoga                   |
| T. Madiah Gowda     | INC     | Bangalore South           |
| M. S. Gurupadaswamy | KMPP    | Mysore                    |
| N. Keshavaiengar    | INC     | Bangalore North           |
| M. V. Krishnappa    | INC     | Kolar                     |
| S. Nijalingappa     | INC     | Chitaldrug                |
| N. Rachiah          | INC     | Mysore (SC)               |
| Doddathimmiah       | INC     | Kolar (SC)                |
| M. K. Sivananjappa  | INC     | Mandya                    |
| H. Siddananjappa    | INC     | Hassan Chikmagalur        |

## Orissa
| Nome                       | Partito      | Circoscrizione elettorale   |
| -------------------------- | ------------ | --------------------------- |
| Giridhari Bhoi             | GP           | Kalahandi Balongir (ST)     |
| Bhubananda Das             | INC          | Jajpur Keonjhar             |
| Bijoy Chandra Das          | CPI          | Ganjam South                |
| Sarangadhar Das            | Socialista   | Dhenkanal West Cuttack      |
| Rajendra Narayan Singh Deo | GP           | Kalahandi Bolangir          |
| Kanhu Charan Jena          | INC          | Balasore (SC)               |
| Lakhmidhar Jena            | GP           | Jajpur Keonjhar (SC)        |
| Niranjan Jena              | INC          | Dhenkanal West Cuttack (SC) |
| Nityananda Kanungo         | INC          | Kendrapara                  |
| Sibnarayan Singh           | INC          | Sundargarh (ST)             |
| Ramchandra Majhi           | INC          | Mayurbhanj (ST)             |
| Lokanath Misra             | INC          | Puri                        |
| Lingraj Misra              | INC          | Khurda                      |
| Natabar Pandey             | GP           | Sambalpur                   |
| Umacharan Patnaik          | Indipendente | Ghumsur                     |
| Ponnada Subarao            | GP           | Nowrangpur                  |
| Harekrishna Mahtab         | INC          | Cuttack                     |
| T. Sangana                 | NUAC         | Rayagada Phulbani (ST)      |
| Bhagabat Sahu              | INC          | Balasore                    |
| Brajamohan Pradhan         | GP           | Bargarh                     |

## Patiala e Stati del Punjab Orientale
| Nome         | Partito      | Circoscrizione elettorale |
| ------------ | ------------ | ------------------------- |
| Ajit Singh   | SAD          | Kapurthala Bhatinda (SC)  |
| Ram Partap   | INC          | Patiala                   |
| Hukam Singh  | SAD          | Kapurthala Bhatinda       |
| Hira Singh   | INC          | Mohindergarh              |
| Ranjit Singh | Indipendente | Sangrur                   |

## Punjab
| Nome                   | Partito | Circoscrizione elettorale |
| ---------------------- | ------- | ------------------------- |
| Achint Ram             | INC     | Hissar                    |
| Teja Singh             | INC     | Gurdaspur                 |
| Bahadur Singh          | SAD     | Ferozepur Ludhiana (SC)   |
| Ghamandi Lal           | INC     | Jhajjar Rewari            |
| Thakur Das             | INC     | Gurgaon                   |
| Baldev Singh           | INC     | Nawan Shahr               |
| Ranbir Singh           | INC     | Rohtak                    |
| Hem Raj                | INC     | Kangra                    |
| Atma Singh             | INC     | Fazilka Sirsa             |
| Subhadra Joshi         | INC     | Karnal                    |
| Lal Singh              | SAD     | Ferozpur Ludhiana         |
| Surjit Singh           | INC     | Taran Taran               |
| Gurmukh Singh Musaffar | INC     | Amritsar                  |
| Ram Das                | INC     | Hoshiarpur (SC)           |
| Virendra Kumar         | INC     | Karnal (SC)               |
| Diwan Chand            | INC     | Hoshiarpur                |
| Tek Chand              | INC     | Ambala Simla              |
| Amar Nath              | INC     | Jullundur                 |

## Rajasthan
| Nome                 | Partito      | Circoscrizione elettorale     |
| -------------------- | ------------ | ----------------------------- |
| Ajit Singh           | Indipendente | Sirohi Pali                   |
| Panna Lal            | INC          | Ganganagar Jhunjhunu(SC)      |
| Bhawani Singh        | Indipendente | Barmer Jalore                 |
| Bhikha Bhai          | INC          | Banswara Dungarpur (ST)       |
| Girraj Sharan Singh  | Indipendente | Bharatpur Sawai Madhopur      |
| Manak Chand          | KLP          | Bharatpur Sawai Madhopur (SC) |
| Maharaja Karni Singh | Indipendente | Bikaner Churu                 |
| Nemichand Kasilwal   | INC          | Kotah Jhalawar                |
| Daulat Mal           | INC          | Jaipur                        |
| Balwant Singh        | INC          | Udaipur                       |
| Hanwant Singh        | Indipendente | Jodhpur                       |
| Murarka Radhey Shyam | INC          | Ganganagar Jhunjhunu          |
| Hari Ram             | RRP          | Bhilwara                      |
| Ram Karan Joshi      | INC          | Jaipur Sawai Madhopur         |
| Chandra Sen          | RRP          | Kotah Bundi                   |
| Nand Lal             | RRP          | Sikar                         |
| Sobha Ram            | INC          | Alwar                         |
| Gajadhar             | Indipendente | Nagaur Pali                   |
| Umashanker           | BJS          | Chittor                       |
| Panna Lal Kaushik    | INC          | Tonk                          |

## Saurashtra
| Nome                       | Partito | Circoscrizione elettorale |
| -------------------------- | ------- | ------------------------- |
| M. S. Himatsinhji          | INC     | Halar                     |
| Jethalal Harikrishna Joshi | INC     | Madhya Saurashtra         |
| Balwantrai Gopalji Mehta   | INC     | Gohilwad                  |
| Narendra Nathiwani         | INC     | Sorath                    |
| Rasiklal Umedchand Parikh  | INC     | Zalawad                   |
| Chimanlal Chakubhai Shah   | INC     | Gohilwad Sorath           |

## Travancore-Cochin
| Nome                 | Partito      | Circoscrizione elettorale   |
| -------------------- | ------------ | --------------------------- |
| K. T. Achyuthan      | INC          | Cangannur                   |
| Iyyunni Chalakka     | INC          | Trichur                     |
| P. T. Chacko         | INC          | Cochin Meenachil            |
| Annie Mascarene      | Indipendente | Trivandrum                  |
| C. P. Mathew         | INC          | Kottayam                    |
| C. P. Mathen         | INC          | Thiruvellah                 |
| Sreekantan Nair      | RSP          | Quilon cum Mavelikkara      |
| V. Parameswaran Nair | UFL          | Chirayinkil                 |
| A. Nesamony          | TTNC         | Nagercoil                   |
| P. T. Punnose        | Indipendente | Alleppey                    |
| A. M. Thomas         | INC          | Ernakulam                   |
| R. Velayudhan        | Indipendente | Quilon cum Mavelikkara (SC) |

## Tripura
| Nome                  | Partito | Circoscrizione elettorale |
| --------------------- | ------- | ------------------------- |
| Dasaratha Deb         | CPI     | Tripura East              |
| Birendra Chandra Dutt | CPI     | Tripura West              |

## Uttar Pradesh
| Nome                               | Partito      | Circoscrizione elettorale                                                      |
| ---------------------------------- | ------------ | ------------------------------------------------------------------------------ |
| Achal Singh Seth                   | INC          | Agra District West                                                             |
| Hoti Lal                           | INC          | Jalaun Dist. cum Etawah Dist. West cum Jhansi Dist. North                      |
| Mukund Lal Agarwala                | INC          | Pilibhit Dist. cum Bareilly Dist. East                                         |
| Sita Ram                           | INC          | Azamgarh Dist. West                                                            |
| Abul Kalam Azad                    | INC          | Rampur Dist. cum Bareilly Dist. West                                           |
| Badan Sing                         | INC          | Budaun Dist. West                                                              |
| Balmiki Kanhaiya Lal               | INC          | Bulandshahar Dist. (SC)                                                        |
| Bhaktadarshan                      | INC          | Garhwal Dist. East cum Moradabad Dist. North East                              |
| Birbal Singh                       | INC          | Jaunpur dist. East                                                             |
| Ganeshi Lal Chowdhry               | INC          | Shahjahanpur Dist. North cum Kheri East (SC)                                   |
| Rohan Lal Chaturvedi               | INC          | Etah Dist. Central                                                             |
| Dhulekar Raghunath                 | INC          | Jhansi Dist. South                                                             |
| Sohan Lal Dhusiya                  | INC          | Basti Dist. Central East cum Gorakhpur Dist. West (SC)                         |
| Digamber Singh                     | INC          | Etah Dist. West cum Mainpuri Dist. West cum Mathura Dist. East                 |
| Mool Chand Dube                    | INC          | Farrukhabad Dist. North                                                        |
| Udai Shanker Dubey                 | INC          | Basti Dist. North                                                              |
| Dasrath Prasad Divedi              | INC          | Gorakhpur Dist. Central                                                        |
| Mannu Lal Duvedi                   | INC          | Hamirpur Dist.                                                                 |
| Ganpat                             | INC          | Jaunpur Dist. East (SC)                                                        |
| Feroze Gandhi                      | INC          | Pratapgarh Dist. West cum Rae Bareli                                           |
| Ganga Devi                         | INC          | Lucknow Dist. cum Bara Banki Dist. (SC)                                        |
| Badshah Gupta                      | INC          | Mainpuri Dist. East                                                            |
| Har Prasad                         | INC          | Ghazipur Dist. West                                                            |
| Hifzul Rehman                      | INC          | Moradabad Dist. Central                                                        |
| Chowdhari Hyder Husain             | INC          | Gonda Dist. North                                                              |
| Ajit Prashad                       | INC          | Sahranpur Dist. West cum Muzaffarnagar Dist. North                             |
| Nemi Saran                         | INC          | Bijnor Dist. South                                                             |
| Jogendra Singh                     | INC          | Bahraich Dist. West                                                            |
| Mohammad Ahmad Kazmi               | INC          | Sultanpur Dist. North cum Faizabad Dist. South West                            |
| B. V. Keskar                       | INC          | Sultanpur Dist. South                                                          |
| Shah Nawaz Khan                    | INC          | Merrut Dist. North East                                                        |
| Krishna Chandra                    | INC          | Mathura Dist. West                                                             |
| Baij Nath Kureel                   | INC          | Pratapgarh Dist. West cum Rae Bareli Dist. East (SC)                           |
| Lallan Ji                          | INC          | Faizabad Dist. North West                                                      |
| Lotan Ram                          | INC          | Jalaun Dist. cum Etawah Dist. West cum Jhansi Dist. North (SC)                 |
| Kesho Deo Malviya                  | INC          | Gonda Dist. East cum Basti Dist. West                                          |
| Masuriya Din                       | INC          | Allahabad Dist. East cum Jaunpur Dist. West (SC)                               |
| Raghubar Dayal                     | INC          | Bulandshahr Dist.                                                              |
| Sarayu                             | INC          | Deoria Dist. South                                                             |
| Murli Manohar                      | Indipendente | Ballia Dist. East                                                              |
| Nayar Shakuntala                   | HM           | Gonda Dist. West                                                               |
| Jawaharlal Nehru                   | INC          | Allahabad Dist. East cum Jaunpur Dist. West                                    |
| Vijai Laxmi Pandit                 | INC          | Lucknow Dist. Central                                                          |
| Uma Nehru                          | INC          | Sitapur Dist. cum Kheri Dist. West                                             |
| Rameshwar Prasad Nevatia           | INC          | Shahjahanpur Dist. North cum Kheri East                                        |
| Devi Datt                          | INC          | Almora Dist. North East                                                        |
| C. D. Pande                        | INC          | Nainital Dist. cum Almora Dist. South West cum Bareilly North                  |
| Panna Lal                          | INC          | Faizabad Dist. North West (SC)                                                 |
| Pragi Lal                          | INC          | Sitapur Dist. cum Kheri Dist. West (SC)                                        |
| Raghubir Singh                     | INC          | Agra Dist. East                                                                |
| Raghunath Singh                    | INC          | Banaras Dist. Central                                                          |
| Ram Saran                          | INC          | Moradabad Dist. West                                                           |
| Ram Shanker Lal                    | INC          | Basti Dist. Central East cum Gorakhpur Dist. West                              |
| Bishwa Nath                        | INC          | Deoria Dist. West                                                              |
| Rup Narain                         | INC          | Mirzapur Dist. cum Banaras Dist. West (SC)                                     |
| Raghubir Sahai                     | INC          | Etah Dist. North East cum Budaun Dist. East                                    |
| Mohan Lal Saxena                   | INC          | Lucknow Dist. cum Bara Banki Dist.                                             |
| Hari Shanker Prasad                | INC          | Gorakhpur Dist. North                                                          |
| Satish Chandra                     | INC          | Bareilly Dist. South                                                           |
| Maharani Sahiba Kamlendu Mati Shah | Indipendente | Garhwal Dist. West cum Tehri Garhwal Dist. cum Bijnor Dist. North              |
| Bal Krishna Sharma                 | INC          | Kanpur Dist. South cum Etawah Dist. East                                       |
| Krishna Chandra Sharma             | INC          | Meerut Dist. South                                                             |
| Khushi Ram Sharma                  | INC          | Meerut Dist. West                                                              |
| Algu Rai Shastri                   | INC          | Azamgarh Dist. East cum Ballia Dist. West                                      |
| Hari Har Nath Shastri              | INC          | Kanpur Dist. Central                                                           |
| Swami Ramanand                     | INC          | Unnao Dist. cum Rae Bareli Dist. West cum Hardoi Dist. South East              |
| Rafi Ahmad Kidwai                  | INC          | Bahraich Dist. East                                                            |
| Ram Nagina                         | PSP          | Ghazipur Dist. East cum Ballia Dist. South West                                |
| Shri Chand Singhal                 | INC          | Aligarh Dist.                                                                  |
| Sinhasan Singh                     | INC          | Gorakhpur Dist. South                                                          |
| Nardeo Ji                          | INC          | Aligarh Dist. (SC)                                                             |
| Sunder Lal                         | INC          | Saharanpur Dist. West cum Muzaffarnagar Dist. North (SC)                       |
| Piarey Lal Kureel                  | INC          | Banda Dist. cum Fatehpur Dist. (SC)                                            |
| Sri Prakasa                        | INC          | Allahabad Dist. West                                                           |
| Venkatesh Narayan Tiwari           | INC          | Kanpur Dist. North cum Farrukhabad Dist. South                                 |
| Tribhuan Narain Singh              | INC          | Banaras Dist. East                                                             |
| Tripathi Hira Ballabh              | INC          | Muzaffarnagar Dist. South                                                      |
| Vishamabher Dayal                  | INC          | Unnao Dist. cum Rae Bareli Dist. West cum Hardoi Dist. South East              |
| Mahavir Tyagi                      | INC          | Dehradun Dist. cum Bijnor Dist. North West cum Saharanpur West                 |
| Munishwar Dutt Upadhyaya           | INC          | Pratapgarh Dist. East                                                          |
| Shive Dayal                        | INC          | Banda Dist. cum Fatehpur Dist.                                                 |
| Bulaqi Ram                         | INC          | Hardoi Dist. North West cum Farrukhabad Dist. East cum Shahjahanpur South (SC) |
| Ram Ji                             | Socialista   | Deoria Dist. East                                                              |
| Vishwa Nath                        | INC          | Azamgarh Dist. West (SC)                                                       |
| John N. Wilson                     | INC          | Mirzapur Dist. cum Banaras Dist. West                                          |
| Bashir Husain Zaidi                | INC          | Hardoi Dist. Norh West cum Farrukhabad Dist. East cum Shahjahanpur South       |

## Vindhya Pradesh
| Nome                  | Partito    | Circoscrizione elettorale       |
| --------------------- | ---------- | ------------------------------- |
| Moti Lal Malvi        | INC        | Chhatarpur Datia Tikamgarh (SC) |
| Randaman Singh        | KMPP       | Shahdol Sidhi (ST)              |
| Bhagwan Dutta Shastri | Socialista | Shahdol Sidhi                   |
| Rajbhan Singh         | INC        | Rewa                            |
| Ram Sahai Tiwari      | INC        | Chhatarpur Datia Tikamgarh      |
| Shiva Datt Upadhiya   | INC        | Satna                           |